# Oribatula fraenzlei
Oribatula fraenzlei är en kvalsterart som beskrevs av Balogh och Sandór Mahunka 1968. Oribatula fraenzlei ingår i släktet Oribatula och familjen Oribatulidae. Inga underarter finns listade i Catalogue of Life.